# Mamady Doumbouya
Mamady Doumbouya (Conakri, 4 de marzo de 1980) es un coronel guineano y presidente de la junta militar de Guinea tras el golpe de Estado en Guinea de 2021. Es miembro del Grupo de Fuerzas Especiales y ex legionario francés. Además, anunció la suspensión de la constitución y cerró las fronteras de Guinea.
El 5 de septiembre de 2021, se dirigió a la nación en la televisión estatal diciendo que los militares habían tomado el poder y que el presidente Alpha Condé había sido detenido. También dijo que el “Comité de Agrupación y Desarrollo Nacional (CNRD), se vio obligado a asumir su responsabilidad” después de “la grave situación política de nuestro país, la instrumentalización del poder judicial, el incumplimiento de los principios democráticos, la politización extrema de la administración pública, así como la pobreza y la corrupción”.

## Biografía
Mamady Doumbouya nació en la Región de Kankan de Guinea. Pertenece a la etnia Mandinka.

### Carrera militar
Doumbouya fue legionario francés antes de regresar a Guinea para dirigir el Grupo de Fuerzas Especiales, una unidad militar de élite creada por Alpha Condé. Cuando asumió el cargo, se citó su experiencia internacional, incluida la capacitación que había completado en varios países diferentes.
Doumbouya es jefe de las Fuerzas Especiales del Ejército de Guinea desde 2018,  él cuenta con más de quince años de experiencia en operaciones militares en Afganistán, Costa de Marfil, Yibuti y República Centroafricana, así como en labores de escolta en Israel, Chipre, el Reino Unido y su propio país. En 2021, se dijo que había estado buscando más autoridad para el Grupo de Fuerzas Especiales.

### Golpe de Estado de 2021
Doumbouya fue el instigador del golpe de Estado guineano de 2021 en el que fue detenido el presidente de Guinea, Alpha Condé. Doumbouya emitió una transmisión en la televisión estatal declarando que su facción había disuelto el gobierno y la constitución, asumiendo funciones autocráticas.

### Como líder de Guinea
El 18 de septiembre de 2021, Doumbouya restó importancia a las posibles sanciones económicas de ECOWAS y dijo a través de un portavoz que "como soldados, su trabajo está en Guinea y no hay nada que congelar en sus cuentas". Los representantes de la CEDEAO también instaron a la junta a permitir que el derrocado presidente Condé abandone Guinea; la junta se ha negado a hacerlo.
El 1 de octubre de 2021, Doumbouya prestó juramento como presidente interino en el Mohammed V Palace en Conakry. Anunció planes para "refundar el estado" introduciendo "libre, creíble y transparente" elecciones y respetando "todos los compromisos nacionales e internacionales que el país ha suscrito".
Según la hoja de ruta actual para restaurar el gobierno civil, Doumbouya no podrá presentarse a futuras elecciones.